# コメット巡航戦車
コメット巡航戦車（コメットじゅんこうせんしゃ、Cruiser Tank Comet (A34)）は、第二次世界大戦後期に登場したイギリスの巡航戦車（35トン級）である。

## 概要
北アフリカ戦線でドイツのティーガーI重戦車に遭遇し、またIV号戦車の火力も強化されて苦戦したイギリス軍は、従来の巡航戦車やアメリカからレンドリースされていたM4シャーマン戦車の力不足を痛感していた。巡航戦車の火力増強型としては、クロムウェル巡航戦車に17ポンド砲を搭載した巡航戦車 チャレンジャー（A30）が開発されていたが、開発が大幅に遅れた上、車体サイズと重量のバランスが悪く、シャーマンに同じ砲を搭載したファイアフライに比べて少数の使用に止まった。
一方、17ポンド砲を開発したヴィッカース・アームストロング社は、これを短縮し50口径長にして、3インチ高射砲用の短い薬莢と17ポンド砲用の弾頭を合わせた砲弾を用いるHV（High Velocity）75 mm 砲を1943年に試作していた。これは75mm砲と命名されながらも実際の口径は76.2 mm で、同口径でも使用砲弾の異なる他の砲があるため、補給上の混乱を防ぐためであったが、最終的には77 mm HV（高初速砲）と呼ばれることとなった。短砲身化した為、徹甲弾の貫通能力は低下したものの、榴弾の精度は17ポンド砲よりも向上した。また搭載する砲にアメリカのM10やM18などに搭載されているM5 3インチ(76.2mm)砲の改良型である76.2mm M1A1戦車砲も検討されたが期待外れだったためそのまま77mm砲が採用された。
| 名称                     | 77mm砲Mk.I                      | 17ポンド砲Mk.II、VII            | 76mmM1A1                        |
| ------------------------ | ------------------------------- | ------------------------------- | ------------------------------- |
| 初速/m/秒 （フィート/秒) | APCBC 785(2575) APDS 1120(3674) | APCBC 884(2900) APDS 1204(3950) | APCBC 792(2600) APCR 1036(3398) |
| 弾頭重量 kg (ポンド)     | APCBC7.70(17.0) APDS 3.50(7.72) | APCBC7.70(17.0) APDS 3.50(7.72) | APCBC7.00(15.43) APCR 3.40(7.6) |
| 距離 m(ヤード)           | 貫徹カ(傾斜角30°) mm(インチ)    | 貫徹カ(傾斜角30°) mm(インチ)    | 貫徹カ(傾斜角30°) mm(インチ)    |
| 457.2m(500)              | APCBC 110(4.33)                 | APCBC 140(5.51)                 | APCBC 94(3.70)                  |
| 914.4m(1000)             | APCBC 105(4.13)                 | APCBC 130(5.12)                 | APCBC 89(3.50)                  |
| 1371.6m(1500)            | APCBC 91(3.58)                  | APCBC 120(4.72)                 | APCBC 82(3.22)                  |
| 1828.8m(2000)            | APCBC 89(3.50)                  | APCBC 111(4.37)                 | APCBC 76(3.00)                  |

この砲の開発の成功により、A27セントーおよびクロムウェル巡航戦車を生産中のレイランド社が、クロムウェルをベースとし、77 mm HV砲を搭載した発展型を開発することとなった。こうしてイギリス軍は、ようやく火力・装甲・機動力のバランスがとれた国産戦車を手に入れることができたのである。
本車の生産はクロムウェルの生産に係わったメーカー（レイランド社、イングリッシュ・エレクトリック社、ジョン・ファウラー社、メトロポリタン・キャメル貨客車製造社）によって戦後も続けられ、最終的に1186輌が完成した。

## 構成
コメットの構造は基本的にはクロムウェルMk.IVのF型車体の拡大発展型で、鋳造製の主砲防盾を除き圧延防弾鋼の溶接によって構成されている。足回りはクロムウェルと同じクリスティー式サスペンションではあるが、重量増に合わせて強化され、上部支持用の小型転輪も追加されている。
主砲の威力は17ポンド砲よりは劣るものの、1000 m 先の圧延防弾鋼に対し、APCBC弾で110 mm、APDSで165 mm を撃ち抜くという高い性能を示し、17ポンド砲よりも弾道が低伸し、命中率も向上したという。77 mm 砲は電動旋回式の砲塔に搭載され、7.92 mm ベサ重機関銃が同軸装備された。
エンジンは600馬力のロールスロイス・ミーティアMk.III 12気筒ガソリンエンジンを搭載している。

## 運用
1944年9月から量産型が軍に引き渡され、翌年初めに第11機甲師団隷下の第29機甲旅団で部隊が編成された。しかし訓練中にバルジの戦いが勃発し、旅団は以前の装備であるM4シャーマンで再編成されて前線に送られ、戦闘任務を解かれた翌年1月に、再び転換訓練のためコメットで編成された。
コメットの最初の実戦投入は終戦も間近い1945年3月、ライン渡河作戦以降であったため、ドイツ戦車と遭遇する機会は少なく、その本領を発揮することはなかったが、運用部隊での評価は高かった。
1945年4月13日には、第3戦車連隊のコメットがドイツ国防軍グルッペ・フェールマンのティーガーIと交戦し、F01号車を撃破した記録が残されている。

### 第二次世界大戦後の運用
第二次世界大戦後、生産されたコメットの大半は砲塔側面に煙幕弾発射器を追加し、エンジン排気孔を車体上面後端から車体リアパネルに移設したMk.IB（B型）に改造されたが、さらなる重装甲とより大火力の20ポンド戦車砲を装備したセンチュリオンMk.3ほどの高評価を得ることはなかった。コメットは鉄道輸送のためにイギリス製戦車に課せられた車幅制限に適合するように設計されていたため、センチュリオンに搭載されている20ポンド戦車砲やL7 105mm戦車砲のような新型主砲への換装が不可能であったためである。
第一線装備から外されたコメットは、予備役部隊である国防義勇軍の装備となり、主に訓練に用いられた。また香港に駐留する英軍部隊は、橋梁の耐荷重制限の関係でセンチュリオンではなくコメットの運用を継続した。1958年にはイギリス陸軍から退役し、アイルランドやフィンランド、南アフリカ共和国、ミャンマー、キューバ、ソマリアに売却された。
南アフリカ国防軍は1950年代にセンチュリオンと共に26両のコメットを導入し、1970年代までこれらを運用した。この後、センチュリオンを大幅改修しオリファントを開発する一方、コメットの一部は支援車両（コメットAMV）に改造され運用された。
フィンランド国防軍はコメットとチャリオティア駆逐戦車を導入し、1970年代頃まで運用した。フィンランドでは、コメットに20ポンド砲を搭載する改修が試験的に行われた。
アイルランド国防軍は予算の関係で8両のみを購入したが、予備部品や砲弾の減少により1970年代に予備装備となった。
キューバ軍は、1959年のキューバ革命以前のバティスタ政権時代にコメットを導入した。革命後、イギリスからカストロ政権への予備部品や砲弾供給が中止されたため、コメットはソ連製のT-34/85やT-54/T-55などによって更新された。
ミャンマーでは2007年まで現役装備として使用されており、2021年の軍事パレードでもコメットが使用された。

## 型式・派生型
コメット Mk.1A
最初に量産されたモデルで、クロムウェル巡航戦車と同様にエンジン排気孔が車体上部後端に配置されている。エンジン吸気孔への排気逆流を防ぐため、ノルマンディーカウルと呼ばれるカバーが装着された。このカバーは当初は車体幅と同じ一体型のものが使われたが、主砲のトラベリングロックを使用するため、左右2分割されたタイプに変更された。
コメット Mk.1B
エンジン排気孔を車体後部リアパネルに新設したフィッシュテール型排気管に変更したもので、大戦末期～戦後にかけて改修された。これとほぼ同時期に、砲塔への煙幕弾発射器の追加装備、誘導輪を新型のスポークタイプに換装するなどの改修が行われている。

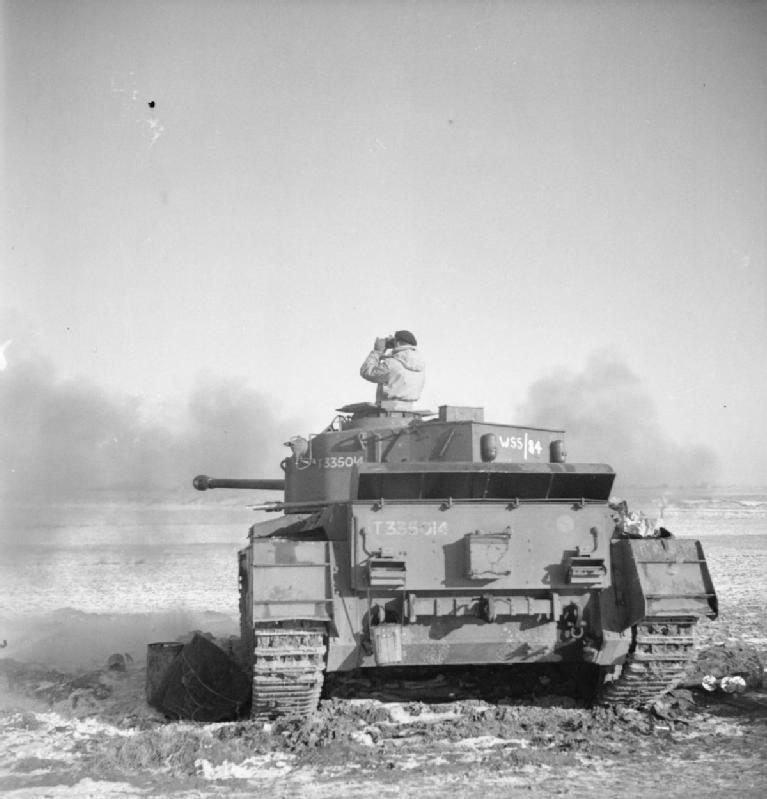
一体型のカウルを備えた初期車体。
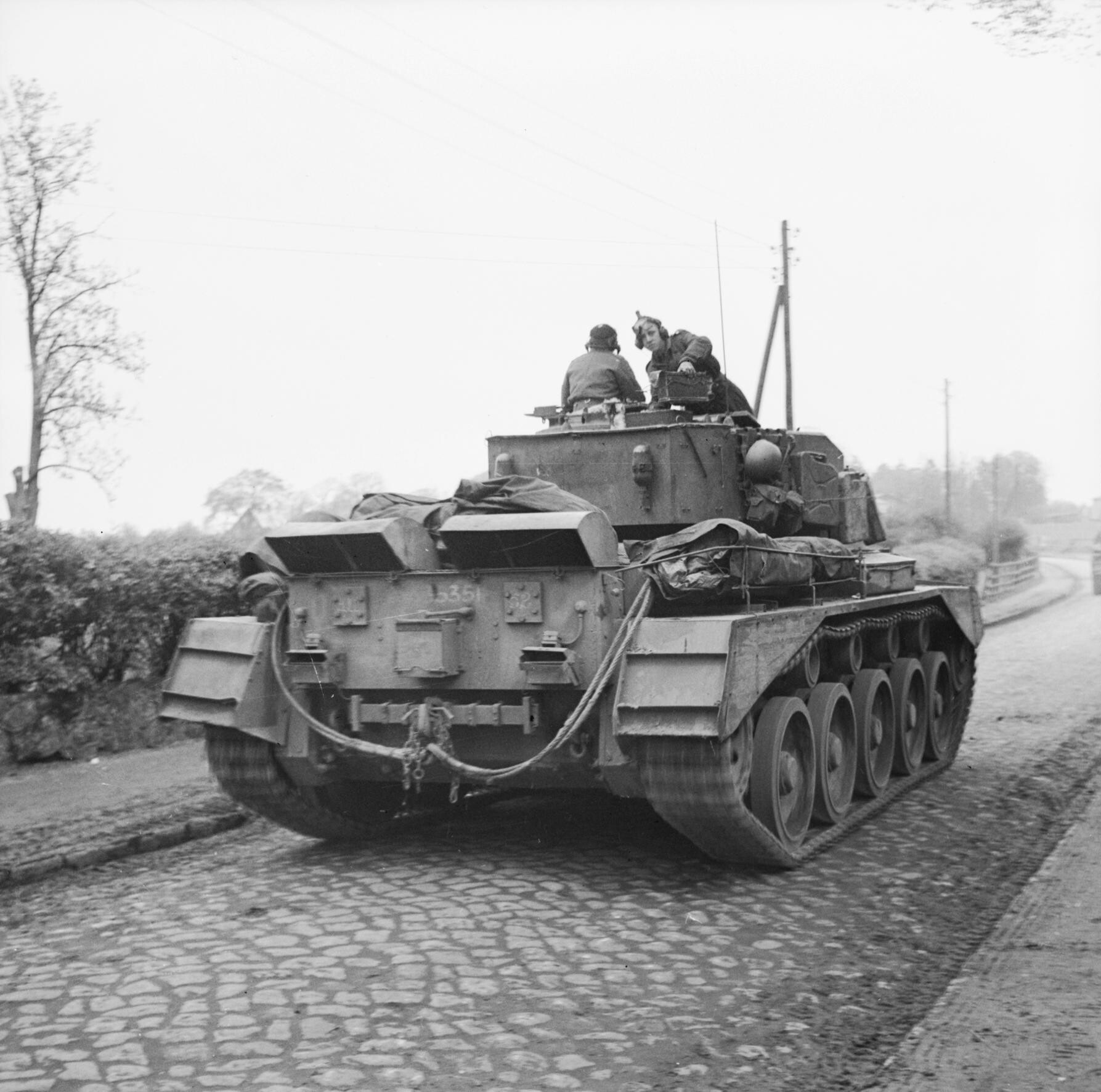
分割型カウルを装備したAタイプ後期型。フィッシュテール型排気管用に用意された開口部をパッチで閉鎖している。
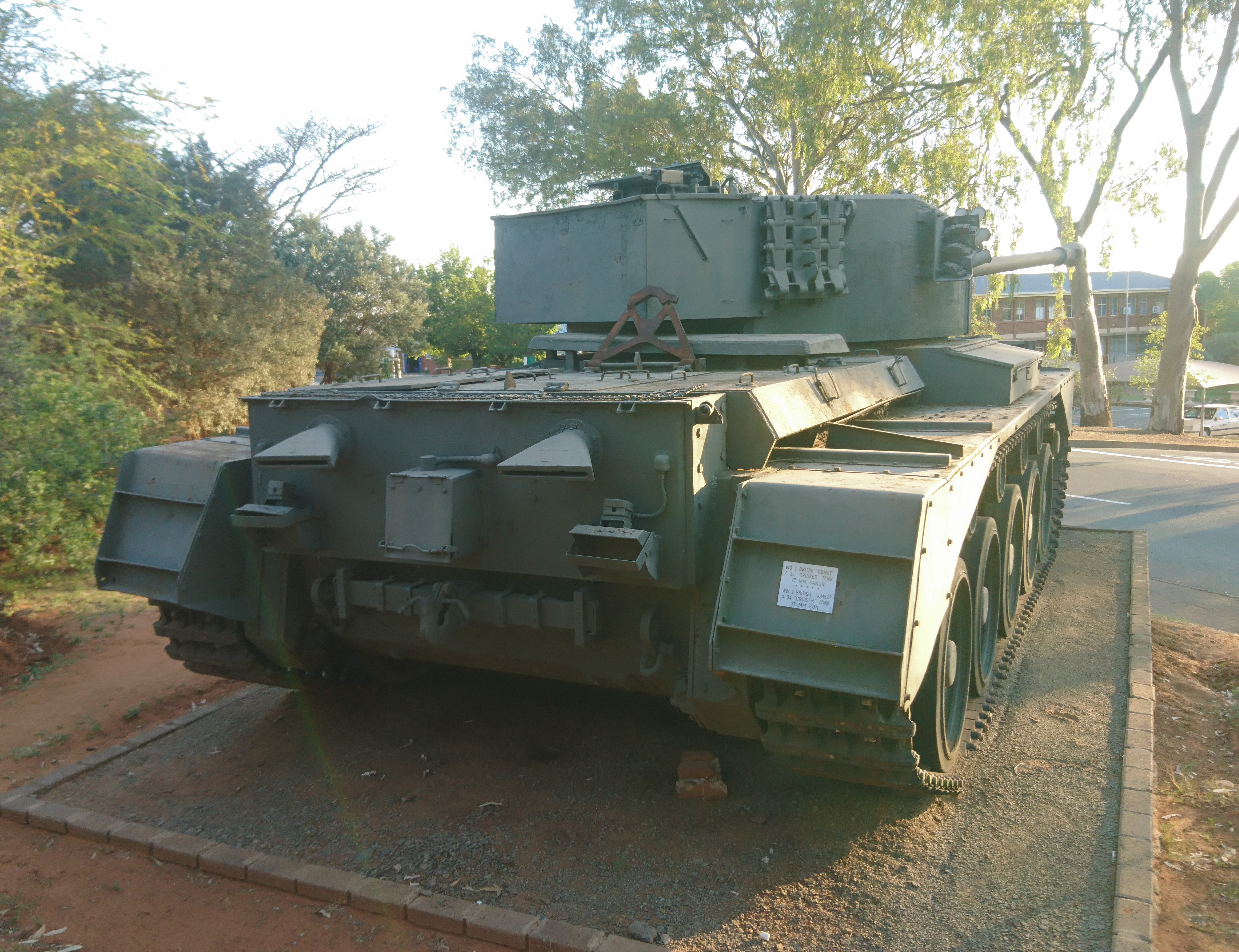
フィッシュテール型排気管を装備したB型車体。

### 派生型
コメット・クロコダイル
チャーチル・クロコダイルと同様の火炎放射用燃料圧縮トレーラーを牽引する試験車両の写真が残されている。この写真の車両は火炎放射器を備えておらず、センチュリオンもしくはコンカラーの火炎放射型を開発する場合に、低速のチャーチル・クロコダイルで使用されていた燃料トレーラーの牽引に問題が発生しないかを確認する走行試験用の車両である。コンカラー重戦車は開発当初、"ユニバーサル・タンク"という名称が付けられており、かつてのチャーチル歩兵戦車のように、様々な支援車両や派生型のベースとして活用する共通車台とすることが検討されていたのである。
コメットを使用した走行試験の結果、トレーラーの接続部に破損が発生したがトレーラーそのものはいくつかの改修を加えることで高速走行に耐えられることが判明した。この後、センチュリオンにクロコダイル燃料トレーラーを接続した試験車両も製作されたが、おそらくイギリス軍の戦術思想の変化により、これらの火炎放射戦車はいずれも量産されなかった。
コメット 20ポンド砲装備型
フィンランド軍が、おそらくチャリオティア駆逐戦車との互換性を持たせるためオードナンス QF 20ポンド砲をコメットの砲塔を改造して搭載した試作車を1両製作した。量産には至っていないと考えられている。
FV4401 コンテンシャス
空挺輸送可能な軽駆逐戦車として1960年代に開発されたもので、コメットの走行装置（ホイール、履帯）を流用しているが、車体構造はスウェーデン製のStrv.103のような、低背の車体に主砲を直接マウントし、油圧サスペンションで砲の俯仰角を調整する設計になっている。主砲は当初20ポンド砲で、後にはL7 105mm砲に換装されてテストされたが、試作のみに終わった。
COMRES 75
1968年にイギリスと西ドイツの共同プロジェクトとして開発された車両。車体はコメットで、砲塔部は自動装填装置を備えた20ポンド砲をオーバーヘッド型に搭載している。名称の"COMRES"は 『Comet Reserch』を意味する。
コメットAMV
南アフリカ共和国国防軍がコメットの車体をベースに独自に改造し製作した装甲メンテナンス車 (Armoured Maintenace Vehicle)。同国で主力戦車として改修を受けたオリファント（センチュリオン）を支援する修理・回収車として開発された。エンジン・変速機の改修を受け、車体後部にクレーンを装備している。
コメット 90mm無反動砲搭載型
コメットを導入したアイルランド国防軍が、77mmHV用の砲弾の在庫減少に対応するため1969年に改造した試作車。砲塔を取り外したコメットの車体に、スウェーデン製のPvpj 1110 90mm無反動砲を搭載している。試作のみ。
この他、第二次大戦後にイギリス軍内で余剰化したコメットを指揮戦車や砲兵観測車に改造した例がある。これらの中には、ダミーのQF 95mm榴弾砲を装着した指揮車両も存在した。

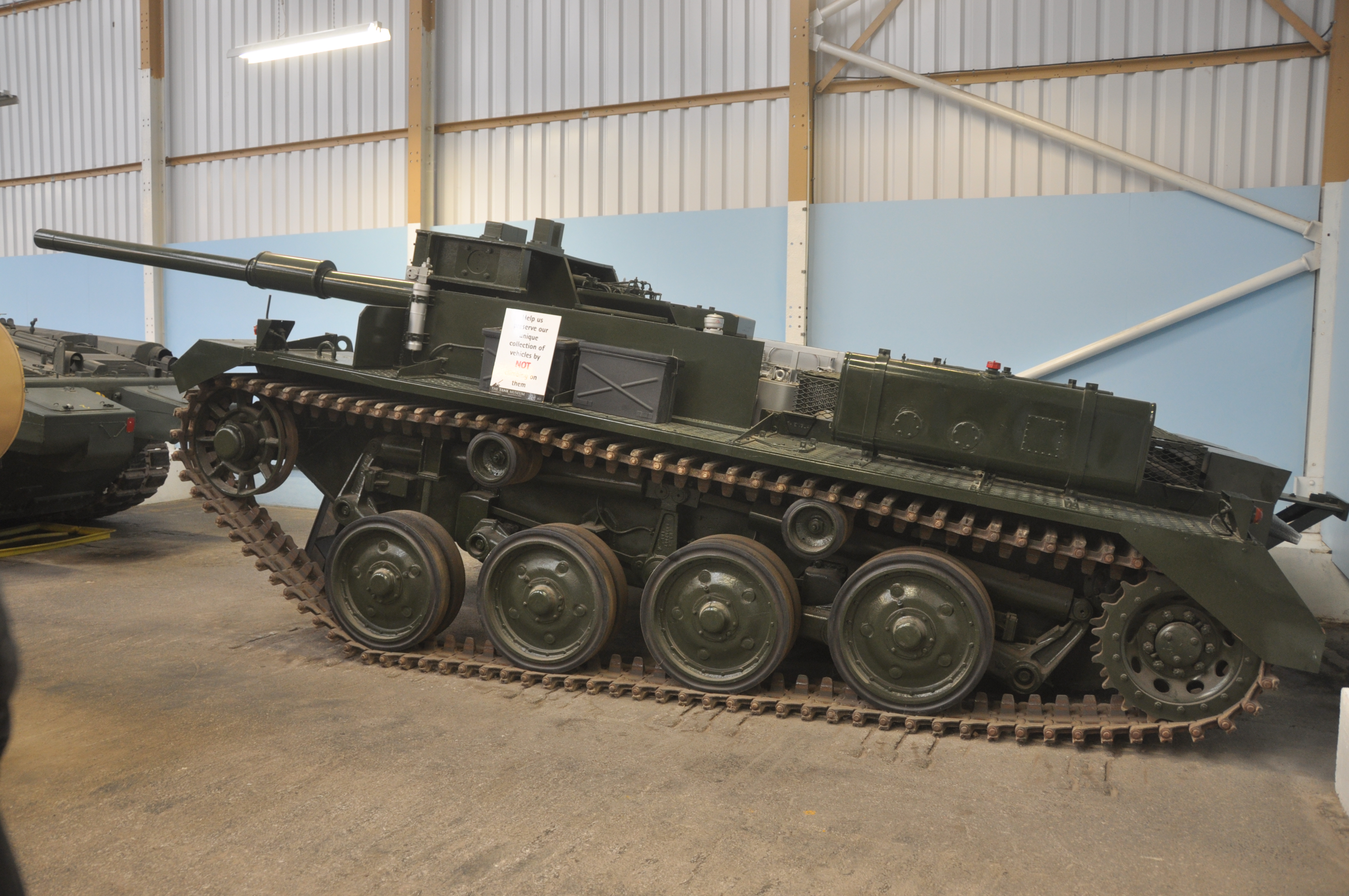
FV4401 コンテンシャス（英語版）
コメットAMV

## 登場作品
『War Thunder』
イギリス陸軍の中戦車としてMk.Iが登場。
『World of Tanks』
イギリス中戦車Cometとして登場。
『トータル・タンク・シミュレーター』
イギリスの改中戦車COMETとして登場。